# Мала Зуївка
Мала Зуївка (рос. Малая Зуевка) — присілок в Солнцевському районі Курської області Російської Федерації.
Населення становить 39 осіб. Входить до складу муніципального утворення Зуївська сільрада.

## Історія
Населений пункт розташований на території українського етнічного та культурного краю Східна Слобожанщина.
Від 2004 року входить до складу муніципального утворення Зуївська сільрада.

## Населення
| 2002 | 2010 |
| ---- | ---- |
| 45   | ↘39  |